# تکامل (فیلم ۲۰۰۱)
تکامل (به انگلیسی: Evolution) فیلمی علمی-تخیلی به کارگردانی ایوان رایتمن و به بازیگری دیوید دوکاونی و شان ویلیام اسکات و جولیان مور است. توزیع این فیلم در آمریکا توسط دریم‌ورکس بود، توزیع بین‌المللی این فیلم به کمک کلمبیا پیکچرز انجام‌شد.

## داستان
داستان فیلم دربارهٔ یک دانشجوی دانشکده افسری آتش‌نشانی و ۲ استاد دانشگاه و یکی از محققین دولت هست که روی پرونده موجودات فضایی که بر اثر برخورد یه شهاب سنگ روی زمین به وجود میایند، کار می‌کنند.